# Tour de France 1935
Le Tour de France 1935, 29e édition du Tour de France, s'est déroulé du 4 juillet au 28 juillet 1935 sur 21 étapes pour 4 338 km.
Le coureur belge Romain Maes remporte la course tandis que la compétition est endeuillée pour la première fois avec la mort de l'Espagnol Francesco Cepeda.
C'est le dernier Tour organisé sous la direction d'Henri Desgranges.

## Parcours
Le Tour de France 1935 s'inscrit dans la période de 1905 à 1951, durant laquelle le parcours de la course réalise un « chemin de ronde », collant aux frontières de l'Hexagone.
La course commence à Paris et dans sa banlieue, comme toutes les ans jusqu'en 1950, à l'exception de 1926. Le départ est donné au Vésinet (Seine-et-Oise), après un défilé dans les rues de Paris depuis le siège du journal L'Auto, organisateur de la course, rue du Faubourg-Montmartre dans le 9e arrondissement.
La course aborde les Vosges (une étape), le Jura (une étape), les Alpes (cinq étapes) puis le massif Pyrénéen (deux étapes), 15 ascensions sont répertoriées au Grand-Prix de la montagne.
En 1935, le vélodrome du parc des Princes situé dans le 16e arrondissement de Paris accueille l'arrivée du Tour, comme tous les ans entre 1903 et 1967.
Narbonne (Aude), Rochefort (Charente-Inférieure) et Vire (Calvados) sont villes-étapes pour la première fois.

## Participation

### Équipes
De 1930 à 1961, le Tour de France est disputé par des équipes nationales.
Les coureurs « individuels » ont la possibilité d'intégrer leur équipe nationale à la suite de l'abandon d'un titulaire.
| no      | Équipes          |
| ------- | ---------------- |
| 1-8     | Belgique         |
| 9-16    | Italie           |
| 17-24   | Espagne          |
| 25-32   | Allemagne        |
| 33-40   | France           |
| 51-74   | Indépendant      |
| 101-130 | Touriste-routier |

## Déroulement de la course
Lors de la première étape entre Paris et Lille, le Belge Romain Maes franchit un passage à niveau juste avant que ses principaux rivaux ne se retrouvent bloqués par un train et s'empare donc du maillot jaune dès le début du Tour. Ses six minutes d'avance lors de la première étape semblent justes face à des grimpeurs comme le Français Antonin Magne mais profitant d'abandons et jouant son va-tout, le Belge conservera le maillot jaune durant toute la compétition. C’est alors la troisième fois que ce fait se produit.
Le 11 juillet lors de la 7e étape entre Aix-les-Bains et Grenoble, après avoir rejoint René Vietto dans la descente du col du Lautaret, le pneu avant de Francesco Cepeda crève et il tombe violemment. Transporté à l'hôpital de Grenoble, il y meurt le 14 juillet,.
Gustave Danneels et Antonin Magne sont renversés par une voiture et abandonnent le Tour, ainsi que Jules Merviel en tête dans la 12e étape qui percute un camion et est grièvement blessé.

## Bilan de la course
Les Belges sont les grands gagnants de cette 29e édition avec un succès au classement général avec Romain Maes et la troisième place de Félicien Vervaecke qui gagne également le Grand-Prix de la montagne et un succès au classement du Challenge international.
Ce Tour est parcouru à une vitesse moyenne de 30,65 km/h.
Trois nations gagnent des étapes (ou demi-étapes), la France (13), la Belgique (8) et l'Italie (6). Le vainqueur du Tour, Romain Maes, remporte trois étapes, tandis que son compatriote Jean Aerts remporte quatre victoires d'étape.

## Étapes
La course est composée de 21 étapes dont six sont divisées en demi-étapes.
| Étape,        | Date       | Villes étapes                   |                              | Distance (km)         | Vainqueur d’étape     | Leader du classement général |
| ------------- | ---------- | ------------------------------- | ---------------------------- | --------------------- | --------------------- | ---------------------------- |
| 1re étape     | 4 juillet  | Paris - Le Vésinet – Lille      | Étape de plaine              | 262                   | Romain Maes           | Romain Maes                  |
| 2e étape      | 5 juillet  | Lille – Charleville             | Étape de plaine              | 192                   | Charles Pélissier     | Romain Maes                  |
| 3e étape      | 6 juillet  | Charleville – Metz              | Étape de plaine              | 161                   | Raffaele Di Paco      | Romain Maes                  |
| 4e étape      | 7 juillet  | Metz – Belfort                  | Étape de montagne            | 220                   | Jean Aerts            | Romain Maes                  |
| 5e étape (a)  | 8 juillet  | Belfort – Genève (SUI)          | Étape accidentée             | 262                   | Maurice Archambaud    | Romain Maes                  |
| 5e étape (b)  | 8 juillet  | Genève (SUI) – Évian-les-Bains  | Contre-la-montre individuel  | 58                    | Raffaele Di Paco      | Romain Maes                  |
|               | 9 juillet  | Évian-les-Bains                 | Jour de repos                | Journée de repos no 1 | Journée de repos no 1 | Journée de repos no 1        |
| 6e étape      | 10 juillet | Évian-les-Bains – Aix-les-Bains | Étape de montagne            | 207                   | René Vietto           | Romain Maes                  |
| 7e étape      | 11 juillet | Aix-les-Bains – Grenoble        | Étape de montagne            | 229                   | Francesco Camusso     | Romain Maes                  |
| 8e étape      | 12 juillet | Grenoble – Gap                  | Étape de montagne            | 102                   | Jean Aerts            | Romain Maes                  |
| 9e étape      | 13 juillet | Gap – Digne                     | Étape de montagne            | 229                   | René Vietto           | Romain Maes                  |
| 10e étape     | 14 juillet | Digne – Nice                    | Étape accidentée             | 156                   | Jean Aerts            | Romain Maes                  |
|               | 15 juillet | Nice                            | Jour de repos                | Journée de repos no 2 | Journée de repos no 2 | Journée de repos no 2        |
| 11e étape     | 16 juillet | Nice – Cannes                   | Étape de montagne            | 126                   | Romain Maes           | Romain Maes                  |
| 12e étape     | 17 juillet | Cannes – Marseille              | Étape de plaine              | 195                   | Charles Pélissier     | Romain Maes                  |
| 13e étape (a) | 18 juillet | Marseille – Nîmes               | Étape de plaine              | 112                   | Vasco Bergamaschi     | Romain Maes                  |
| 13e étape (b) | 18 juillet | Nîmes – Montpellier             | Contre-la-montre par équipes | 56                    | Georges Speicher      | Romain Maes                  |
| 14e étape (a) | 19 juillet | Montpellier – Narbonne          | Étape de plaine              | 103                   | René Le Grevès        | Romain Maes                  |
| 14e étape (b) | 19 juillet | Narbonne – Perpignan            | Contre-la-montre individuel  | 63                    | Maurice Archambaud    | Romain Maes                  |
| 15e étape     | 20 juillet | Perpignan – Luchon              | Étape de montagne            | 325                   | Sylvère Maes          | Romain Maes                  |
|               | 21 juillet | Luchon                          | Jour de repos                | Journée de repos no 3 | Journée de repos no 3 | Journée de repos no 3        |
| 16e étape     | 22 juillet | Luchon – Pau                    | Étape de montagne            | 194                   | Ambrogio Morelli      | Romain Maes                  |
|               | 23 juillet | Pau                             | Jour de repos                | Journée de repos no 4 | Journée de repos no 4 | Journée de repos no 4        |
| 17e étape     | 24 juillet | Pau – Bordeaux                  | Étape de plaine              | 224                   | Julien Moineau        | Romain Maes                  |
| 18e étape (a) | 25 juillet | Bordeaux – Rochefort            | Étape de plaine              | 158                   | René Le Grevès        | Romain Maes                  |
| 18e étape (b) | 25 juillet | Rochefort – La Rochelle         | Contre-la-montre individuel  | 33                    | André Leducq          | Romain Maes                  |
| 19e étape (a) | 26 juillet | La Rochelle – La Roche-sur-Yon  | Étape de plaine              | 81                    | René Le Grevès        | Romain Maes                  |
| 19e étape (b) | 26 juillet | La Roche-sur-Yon – Nantes       | Contre-la-montre par équipes | 95                    | Jean Aerts            | Romain Maes                  |
| 20e étape (a) | 27 juillet | Nantes – Vire                   | Étape de plaine              | 220                   | René Le Grevès        | Romain Maes                  |
| 20e étape (b) | 27 juillet | Vire – Caen                     | Contre-la-montre par équipes | 55                    | Ambrogio Morelli      | Romain Maes                  |
| 21e étape     | 28 juillet | Caen – Paris - Parc des Princes | Étape de plaine              | 221                   | Romain Maes           | Romain Maes                  |

## Classements

### Classement général final
| Classement général | Classement général | Classement général   | Classement général | Classement général  |
|                    | Coureur            | Pays                 | Équipe             | Temps               |
| ------------------ | ------------------ | -------------------- | ------------------ | ------------------- |
| 1er                | Romain Maes        | Belgique             | Belgique           | en 141 h 32 min 0 s |
| 2e                 | Ambrogio Morelli   | Italie               | Individuel         | + 17 min 52 s       |
| 3e                 | Félicien Vervaecke | Belgique             | Belgique           | + 24 min 6 s        |
| 4e                 | Sylvère Maes       | Belgique             | Individuel         | + 35 min 24 s       |
| 5e                 | Jules Lowie        | Belgique             | Individuel         | + 51 min 26 s       |
| 6e                 | Georges Speicher   | France               | France             | + 54 min 29 s       |
| 7e                 | Maurice Archambaud | France               | France             | + 1 h 9 min 28 s    |
| 8e                 | René Vietto        | France               | France             | + 1 h 21 min 3 s    |
| 9e                 | Gabriel Ruozzi     | France               | Touriste-Routier   | + 1 h 34 min 2 s    |
| 10e                | Oskar Thierbach    | Allemagne            | Allemagne          | + 2 h 0 min 4 s     |
| 11e                | Pierre Cogan       | France               | Touriste-Routier   | + 2 h 11 min 56 s   |
| 12e                | Benoît Faure       | France               | Touriste-Routier   | + 2 h 21 min 1 s    |
| 13e                | Charles Pélissier  | France               | Individuel         | + 2 h 29 min 21 s   |
| 14e                | René Bernard       | France               | Touriste-Routier   | + 2 h 30 min 47 s   |
| 15e                | René Le Grevès     | France               | France             | + 2 h 40 min 5 s    |
| 16e                | Fernand Fayolle    | France               | Touriste-Routier   | + 2 h 48 min 7 s    |
| 17e                | André Leducq       | France               | France             | + 2 h 56 min 14 s   |
| 18e                | Pierre Cloarec     | France               | Touriste-Routier   | + 3 h 19 min 55 s   |
| 19e                | Joseph Mauclair    | France               | Touriste-Routier   | + 3 h 20 min 36 s   |
| 20e                | Antoon Dignef      | Belgique             | Individuel         | + 3 h 24 min 52 s   |
| 21e                | Dante Gianello     | France               | Touriste-Routier   | + 3 h 28 min 30 s   |
| 22e                | Salvador Cardona   | République espagnole | Espagne            | + 3 h 50 min 59 s   |
| 23e                | Bruno Roth         | Allemagne            | Individuel         | + 3 h 51 min 6 s    |
| 24e                | Léo Amberg         | Suisse               | Individuel         | + 3 h 56 min 25 s   |
| 25e                | Jean Fontenay      | France               | Individuel         | + 4 h 9 min 56 s    |
| modifier           |                    |                      |                    |                     |

### Classements annexes finals
| Classement du Prix du meilleur grimpeur,. | Classement du Prix du meilleur grimpeur,. | Classement du Prix du meilleur grimpeur,. | Classement du Prix du meilleur grimpeur,. | Classement du Prix du meilleur grimpeur,. |
| ----------------------------------------- | ----------------------------------------- | ----------------------------------------- | ----------------------------------------- | ----------------------------------------- |
|                                           | Coureur                                   | Pays                                      | Équipe                                    | Point(s)                                  |
| 1er                                       | Félicien Vervaecke                        | Belgique                                  | Belgique                                  | 128 points                                |
| 2e                                        | Sylvère Maes                              | Belgique                                  | Individuel                                | 92 pts                                    |
| 3e                                        | Jules Lowie                               | Belgique                                  | Individuel                                | 71 pts                                    |
| 4e                                        | Gabriel Ruozzi                            | France                                    | Touriste-Routier                          | 62 pts                                    |
| 5e                                        | Romain Maes                               | Belgique                                  | Belgique                                  | 58 pts                                    |
| 6e                                        | Ambrogio Morelli                          | Italie                                    | Individuel                                | 49 pts                                    |
| 7e                                        | Francesco Camusso                         | Italie                                    | Italie                                    | 47 pts                                    |
| 8e                                        | René Vietto                               | France                                    | France                                    | 42 pts                                    |
| 9e                                        | Orlando Teani (en)                        | Italie                                    | Individuel                                | 41 pts                                    |
| 10e                                       | Léo Amberg                                | Suisse                                    | Individuel                                | 33 pts                                    |
| modifier                                  |                                           |                                           |                                           |                                           |

| Classement du Challenge international, | Classement du Challenge international, | Classement du Challenge international, | Classement du Challenge international, |
|                                        | Équipe                                 | Pays                                   | Temps                                  |
| -------------------------------------- | -------------------------------------- | -------------------------------------- | -------------------------------------- |
| 1re                                    | Belgique                               | Belgique                               | en 425 h 36 min 9 s                    |
| 2e                                     | France                                 | France                                 | + 2 h 24 min 51 s                      |
| 3e                                     | Allemagne                              | Allemagne                              | + 9 h 57 min 17 s                      |
| 4e                                     | Italie                                 | Italie                                 | + 12 h 13 min 22 s                     |
| 5e                                     | Espagne                                | République espagnole                   | + 13 h 16 min 21 s                     |
| modifier                               |                                        |                                        |                                        |

### Évolution des classements
| Étape              | Vainqueur          | Classement général | Classement de la montagne | Challenge international |
| ------------------ | ------------------ | ------------------ | ------------------------- | ----------------------- |
| 1                  | Romain Maes        | Romain Maes        | Non décerné               | Belgique                |
| 2                  | Charles Pélissier  | Romain Maes        | Non décerné               | Belgique                |
| 3                  | Raffaele Di Paco   | Romain Maes        | Non décerné               | Belgique                |
| 4                  | Jean Aerts         | Romain Maes        | Félicien Vervaecke        | Belgique                |
| 5a                 | Maurice Archambaud | Romain Maes        | Félicien Vervaecke        | Belgique                |
| 5b                 | Raffaele Di Paco   | Romain Maes        | Félicien Vervaecke        | Belgique                |
| 6                  | René Vietto        | Romain Maes        | Félicien Vervaecke        | Belgique                |
| 7                  | Francesco Camusso  | Romain Maes        | Félicien Vervaecke        | Italie                  |
| 8                  | Jean Aerts         | Romain Maes        | Félicien Vervaecke        | Belgique                |
| 9                  | René Vietto        | Romain Maes        | Félicien Vervaecke        | Belgique                |
| 10                 | Jean Aerts         | Romain Maes        | Félicien Vervaecke        | Belgique                |
| 11                 | Romain Maes        | Romain Maes        | Félicien Vervaecke        | Belgique                |
| 12                 | Charles Pélissier  | Romain Maes        | Félicien Vervaecke        | Belgique                |
| 13a                | Vasco Bergamaschi  | Romain Maes        | Félicien Vervaecke        | Belgique                |
| 13b                | Georges Speicher   | Romain Maes        | Félicien Vervaecke        | Belgique                |
| 14a                | René Le Grevès     | Romain Maes        | Félicien Vervaecke        | Belgique                |
| 14b                | Maurice Archambaud | Romain Maes        | Félicien Vervaecke        | Belgique                |
| 15                 | Sylvère Maes       | Romain Maes        | Félicien Vervaecke        | Belgique                |
| 16                 | Ambrogio Morelli   | Romain Maes        | Félicien Vervaecke        | Belgique                |
| 17                 | Julien Moineau     | Romain Maes        | Félicien Vervaecke        | Belgique                |
| 18a                | René Le Grevès     | Romain Maes        | Félicien Vervaecke        | Belgique                |
| 18b                | André Leducq       | Romain Maes        | Félicien Vervaecke        | Belgique                |
| 19a                | René Le Grevès     | Romain Maes        | Félicien Vervaecke        | Belgique                |
| 19b                | Jean Aerts         | Romain Maes        | Félicien Vervaecke        | Belgique                |
| 20a                | René Le Grevès     | Romain Maes        | Félicien Vervaecke        | Belgique                |
| 20b                | Ambrogio Morelli   | Romain Maes        | Félicien Vervaecke        | Belgique                |
| 21                 | Romain Maes        | Romain Maes        | Félicien Vervaecke        | Belgique                |
| Classements finals | Classements finals | Romain Maes        | Felicien Vervaecke        | Belgique                |